# Atletica leggera alla XXX Universiade - Eptathlon
Le gare di eptathlon femminile della XXX Universiade si sono tenute l'11 e 12 luglio 2019 allo Stadio San Paolo di Napoli.

## Risultati

### Tutte le prove

Official Video

- Il punteggio più alto ottenuto in ciascuna prova.[1]

| Pos.    | Atleta                 | Nazione       | Totale | Prove             | 100h        | Alto         | Peso        | 200m      | Lungo      | Giavell.    | 800m         |
| ------- | ---------------------- | ------------- | ------ | ----------------- | ----------- | ------------ | ----------- | --------- | ---------- | ----------- | ------------ |
| Oro     | Miia Sillman           | Finlandia     | 6.209  | Punti Prestazione | 1.001 13"84 | 1.016 1,83 m | 727 12,99 m | 902 24"83 | 905 6,18 m | 861 50,07 m | 797 2'21"94  |
| Argento | Marthe Koala           | Burkina Faso  | 6.121  | Punti Prestazione | 1.129 13"21 | 830 1,68 m   | 709 12,73 m | 997 23"83 | 975 6,40 m | 724 42,95 m | 793 2'22"27  |
| Bronzo  | Caroline Agnou         | Svizzera      | 5.844  | Punti Prestazione | 995 13"88   | 795 1,65 m   | 788 13,91 m | 890 24"97 | 686 5,45 m | 832 48,57 m | 858 2'17"51  |
| 4       | Hertta Heikkinen       | Finlandia     | 5.749  | Punti Prestazione | 935 14"31   | 830 1,68 m   | 692 12,46 m | 946 24"36 | 837 5,96 m | 651 39,14 m | 858 2'17"52  |
| 5       | Tori West              | Australia     | 5.614  | Punti Prestazione | 855 14"90   | 830 1,68 m   | 763 13,53 m | 883 25"04 | 634 5,27 m | 924 53,27 m | 725 2'27"49  |
| 6       | Paulina Ligarska       | Polonia       | 5.589  | Punti Prestazione | 903 14"54   | 903 1,74 m   | 761 13,50 m | 883 25"04 | 677 5,42 m | 619 37,47 m | 843 2'18"57  |
| 7       | Lilian Borja           | Messico       | 5.448  | Punti Prestazione | 983 13"97   | 795 1,65 m   | 604 11,14 m | 860 25"29 | 660 5,36 m | 661 39,66 m | 1093 2'15"57 |
| 8       | Jestena Mattson        | Stati Uniti   | 5.400  | Punti Prestazione | 917 14"44   | 830 1,68 m   | 631 11,55 m | 928 24"56 | 768 5,73 m | 608 36,88 m | 718 2'28"00  |
| 9       | Emma Nwofor            | Gran Bretagna | 5.388  | Punti Prestazione | 1.018 13"72 | 830 1,68 m   | 612 11,25 m | 862 25"27 | 777 5,76 m | 554 34,05 m | 735 2'26."2  |
| 10      | Eleonora Ferrero       | Italia        | 5.361  | Punti Prestazione | 912 14"48   | 867 1,71 m   | 604 11,14 m | 788 26"11 | 807 5,86 m | 635 38,29 m | 748 2'25"70  |
| 11      | Chen Cai-juan          | Taipei cinese | 5.097  | Punti Prestazione | 891 14"63   | 830 1,68 m   | 676 12,23 m | 764 26"38 | 741 5,64 m | 571 34,98 m | 624 2'35"65  |
| 12      | Skylar Sieben          | Canada        | 5.037  | Punti Prestazione | 819 15"17   | 724 1,59 m   | 567 10,57 m | 866 25"23 | 680 5,43 m | 558 34,27 m | 823 2'20"04  |
| 13      | Marite Ennuste         | Estonia       | 4.561  | Punti Prestazione | 718 15"97   | 830 1,68 m   | 621 11,40 m | 613 28"23 | 589 5,11 m | 546 33,66 m | 644 2'33"96  |
| 14      | Dhanusha Manju Rukmini | India         | 4.146  | Punti Prestazione | 799 15"33   | 555 1,44 m   | 399 8,00 m  | 759 26"44 | 527 4,88 m | 440 28,04 m | 667 2'32"07  |
| 15      | Martina Corra          | Argentina     | 4.061  | Punti Prestazione | 868 14"80   | 621 1,50 m   | 564 10,52 m | 780 26"20 | nm         | 643 38,73 m | 585 2'38"98  |
| 16      | Bridget Deveau         | Canada        | 4.020  | Punti Prestazione | 843 14"99   | 588 1,47 m   | 567 10,57 m | 718 26"92 | 660 5,36 m | 644 38,80 m | dq           |
| 17      | Rimpy Dabas            | India         | 4.011  | Punti Prestazione | 779 15"48   | 621 1,50 m   | 432 8,51 m  | 665 27"57 | 559 5,00 m | 374 24,57 m | 581 2'39"25  |
| 18      | Tjaša Potočar          | Slovenia      | 3.798  | Punti Prestazione | 664 16"42   | 555 1,44 m   | 500 9,55 m  | 717 26"94 | 495 4,76 m | 333 22,37 m | 534 2'43"47  |
| 19      | Anouchka               | Madagascar    | 3.737  | Punti Prestazione | 669 16"21   | 588 1,47 m   | 343 7,12 m  | 740 26"67 | 535 4,91 m | 245 17,64 m | 597 2'37"93  |
|         | Diane Marie-Hardy      | Francia       | dnf    | Punti Prestazione | 946 14"23   | 724 1,59 m   | 693 12,48 m | 875 25"13 | nm         | dns         | dns          |
|         | Lucy Turner            | Regno Unito   | dnf    | Punti Prestazione | 917 14"44   | 588 1,47 m   | 584 10,83 m | 751 26"54 | dns        | dns         | dns          |